# Federico d'Arborea
Federico di Arborea (Castelsardo, 1377 – 1387) fu giudice di Arborea dal 1383 al 1387.

## Biografia
Era il nipote e il successore di suo zio Ugone III di Arborea e, data la giovane età, governò sempre sotto la reggenza di sua madre, la celebre Eleonora.
Egli nacque a Castel Genovese (odierna Castelsardo) nel 1377 da Eleonora e Brancaleone Doria, un nobiluomo appartenente alla celebre dinastia di origine genovese. Da documenti troviamo che nel 1382 Eleonora risiedette a Genova, dove contrasse un patto con il doge Nicolò Guarco che le prestò 4 000 fiorini in cambio anche della promessa di Federico come sposo di Bianchina sua figlia. Se la ragazza fosse morta prima del matrimonio, il patto sarebbe stato nullo. Federico però morì prima di raggiungere la pubertà e quindi l'accordo non ebbe mai effetto.
Ugone III fu assassinato nel 1383 con l'unica figlia Benedetta, nel corso di una congiura organizzata da ribelli, dopo la quale i baroni del giudicato d'Arborea si riunirono nella Corona de Logu ed elessero giudice il piccolo Federico, che allora aveva solo sei anni, perché era il parente maschio più prossimo del sovrano defunto. La madre Eleonora dovette immediatamente impegnarsi per assicurare il regno al figlio e sconfiggere i rivoltosi. Inoltre lo stesso padre di Federico, Brancaleone, che in quel momento si trovava presso la corte aragonese, venne fatto arrestare da re Pietro il Cerimonioso, proprio quale merce di ricatto nei confronti della rivale Arborea.
Federico morì nel 1387 a soli dieci anni di età e gli succedette il fratello più giovane come Mariano V, sempre sotto la reggenza di Eleonora.